# Дорфпроцелтен
Дорфпроцелтен (њем. Dorfprozelten) општина је у њемачкој савезној држави Баварска. Једно је од 32 општинска средишта округа Милтенберг. Према процјени из 2010. у општини је живјело 1.868 становника. Посједује регионалну шифру (AGS) 9676118.

## Географски и демографски подаци
Дорфпроцелтен се налази у савезној држави Баварска у округу Милтенберг. Општина се налази на надморској висини од 141 метра. Површина општине износи 10,4 km². У самом мјесту је, према процјени из 2010. године, живјело 1.868 становника. Просјечна густина становништва износи 180 становника/km².

## Међународна сарадња
| Мјесто    | Држава    | Врста сарадње | Од    |
| --------- | --------- | ------------- | ----- |
|           | Француска | пријатељство  | 1990. |
| Тулнербах | Аустрија  | партнерство   | 1975. |
| Извор     |           |               |       |